# Samguk Yusa

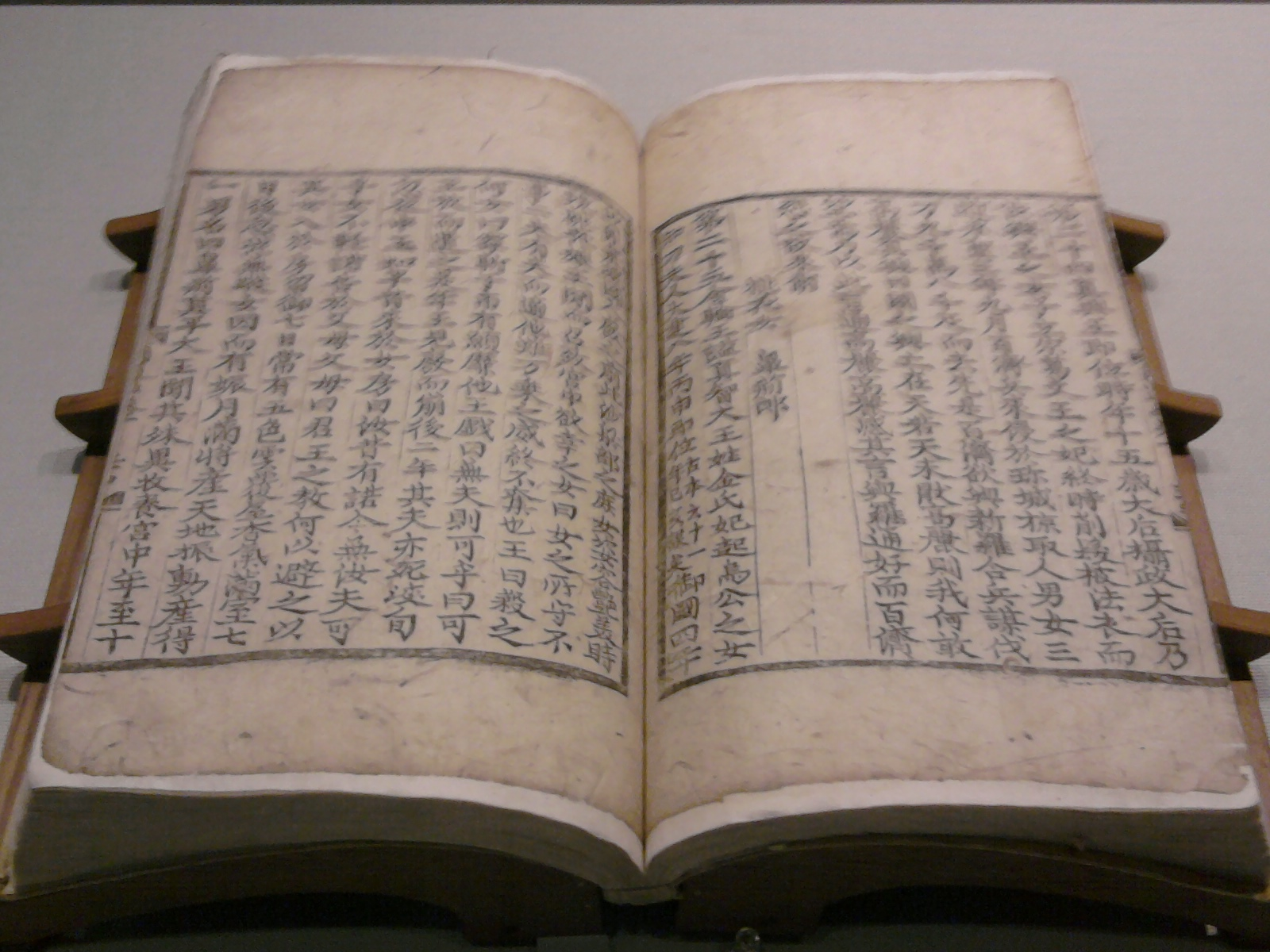
Handschrift van de "memorabilia van de drie koninkrijken" tentoongesteld in het Instituut voor Koriaanse studies van de Nationale universiteit Kyujanggak in Seoul

Samguk Yusa of "Memorabilia van de drie koninkrijken'" is een verzameling van legendes, volksverhalen, biografieën en historische verslagen uit de periode van de Koreaanse geschiedenis die bekendstaat als de periode van de Drie koninkrijken. Ook vinden we in de Samguk Yusa informatie over andere perioden uit de geschiedenis.
De tekst is geschreven in Klassiek Chinees, het schrift dat in die tijd gebruikt werd door de elite in Korea. De Samguk Yusa is samengesteld, in ieder geval grotendeels, door de Boeddhistische monnik Ir Yeon (1206 - 1289) aan het einde van de 13de eeuw, ruim een eeuw na het samenstellen van de Samguk Sagi en dus ook ruim na de periodes die beschreven worden.
In de Samguk Yusa vinden we de legende over het ontstaan van Gojoseon, de eerste Koreaanse natie, door Dangun. De Samguk Yusa bevat de ontstaanslegenden van vele Koreaanse koninkrijken zoals Gojoseon, Wiman Joseon, Buyeo, Goguryeo, Baekje, Silla, en Gaya.